# 栢慧豪園

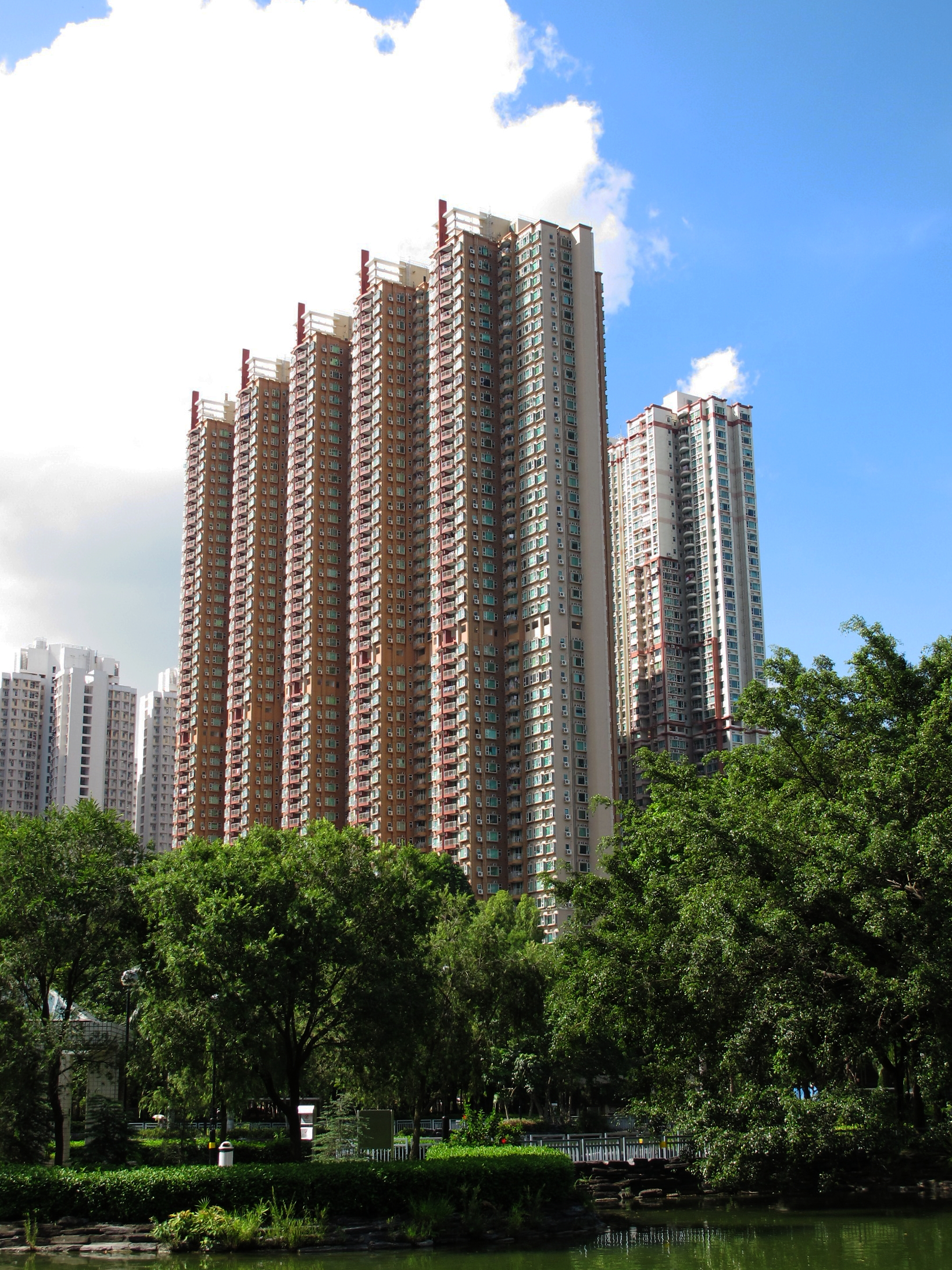
栢慧豪園及栢慧豪廷

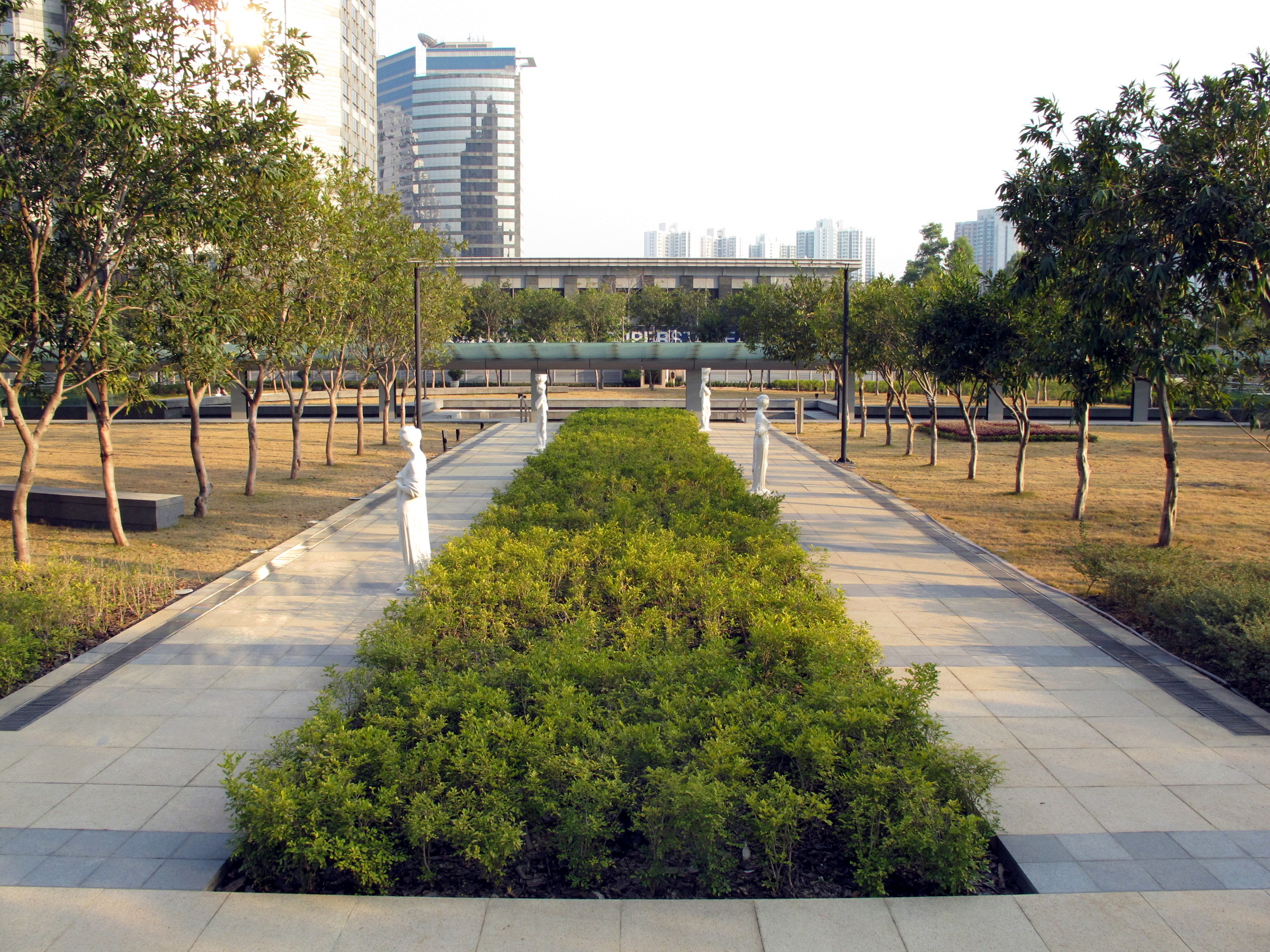
公眾可享用的琉森花園並沒有特別設施或豪華裝飾，實際規模跟號稱數千萬元的建築費並不相符

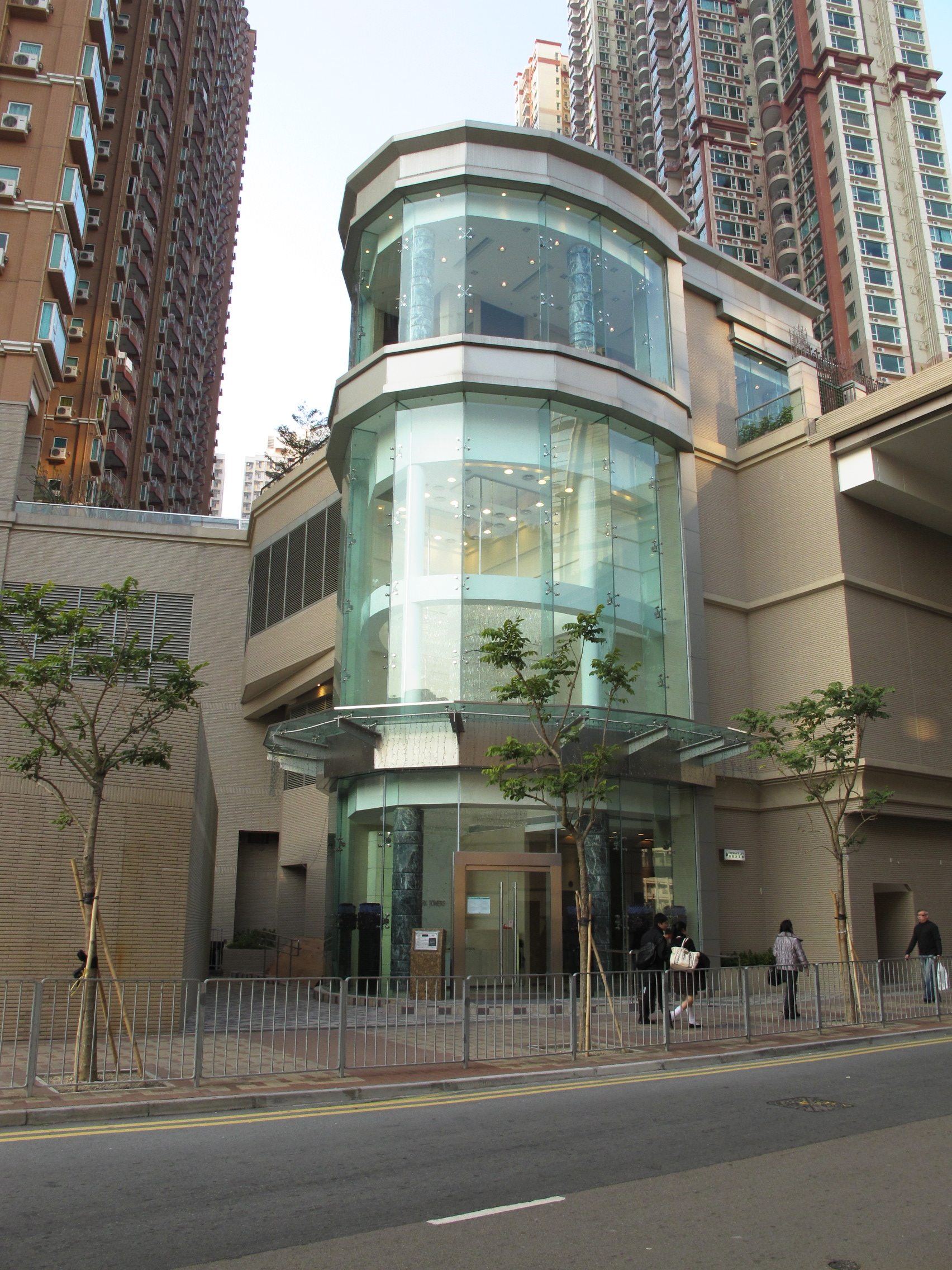
住宅入口大堂

栢慧豪園（英語：Central Park Towers）位於香港新界元朗區天水圍新市鎮第24B區，地址為天恩路2號，為天水圍3大私人住宅屋苑之一。物業發展商為長江實業，屋苑一共分為2期，共提供2,960個單位。目前該屋苑第一期已落成並已於2008年第一季入伙，而第2期命名為栢慧豪廷，於2010年11月開始入伙。

## 栢慧豪園
物業第一期由5座住宅大廈組成，第1座5至58層為住宅，第2、3、5及6座5至59層為住宅，合共提供1,892個單位，於2008年第1季入伙。單位面積介乎648至1109平方呎，單位間隔備有2房、3房、3房連主人套房及5房連主人套房間隔。全部單位客飯廳均為方形間隔，另外配備區內獨有的弧形線條露台。

## 栢慧豪廷
栢慧豪園第2期命名為「栢慧豪廷」，由3座住宅大廈組成，樓高58層，合共提供1,068個單位，屋苑已於2010年11月開始入伙。每戶設38呎露台（連工作平台）。

## 設施
物業鄰近置富嘉湖及天水圍公園。發展商亦聲稱斥資1.6億港元興建佔地210,000方呎的住客會所大樓，共有逾70項動靜及室內、外設施。包括70米瑞士琉森湖泊式園林泳池、4個家庭式水療按摩浴池、首創的Thai-boxing泰式纖體擂台、幻彩保齡球場及多用途室內球場等。不過會所大樓屬第2期工程部份，會所大樓在2010年才開幕。

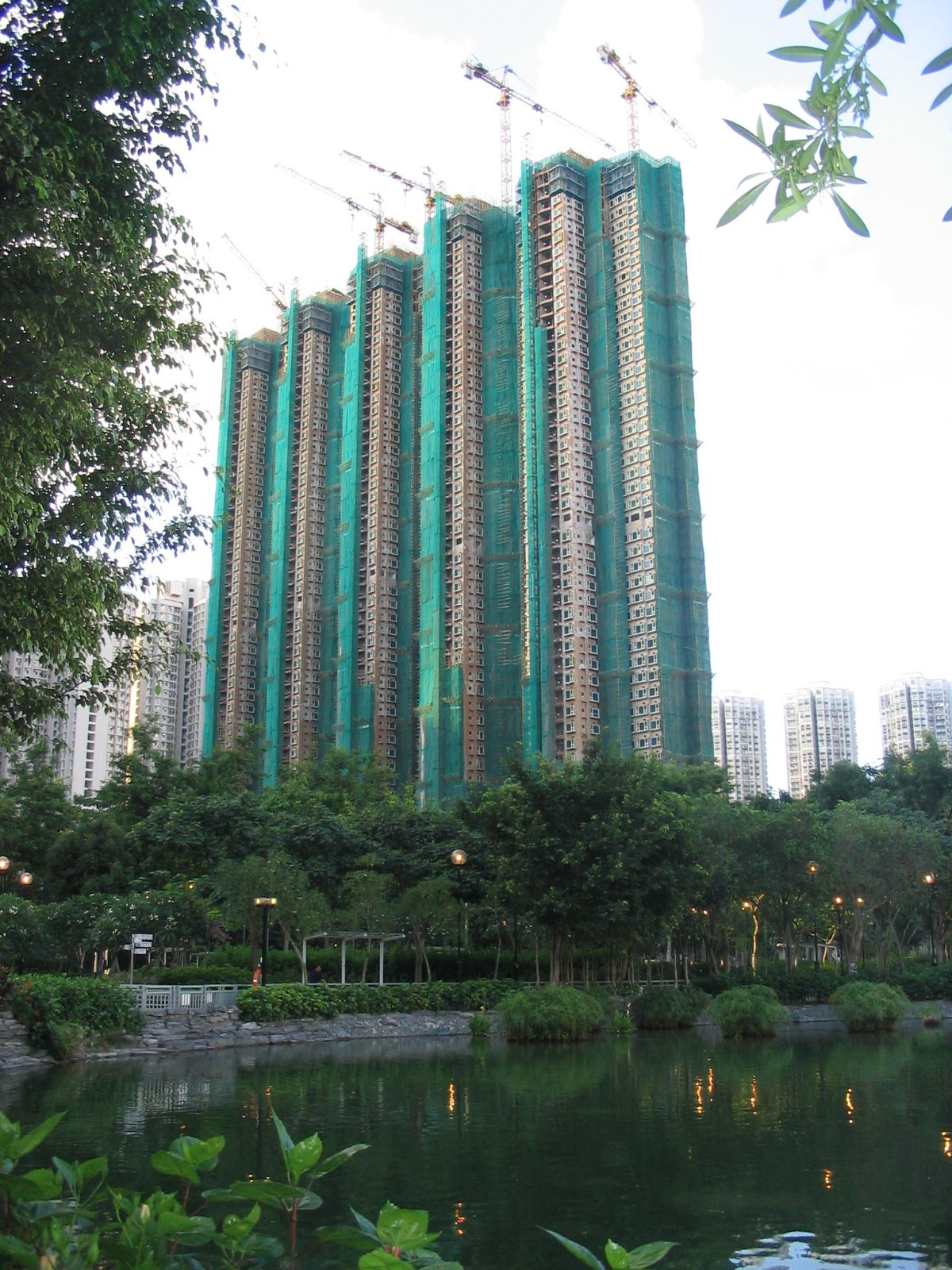
建築中的栢慧豪園，攝於2005年5月
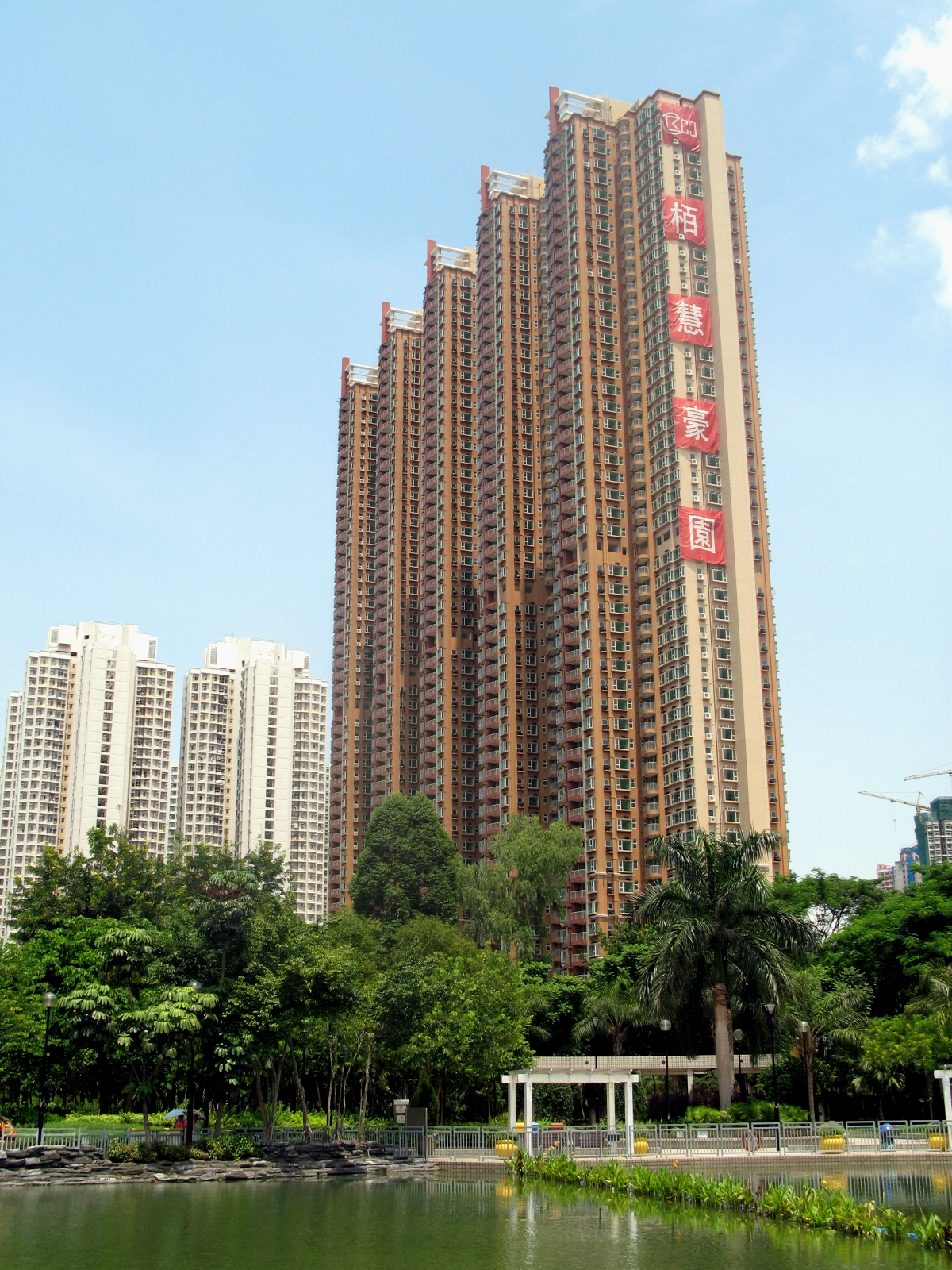
栢慧豪園，攝於2007年9月
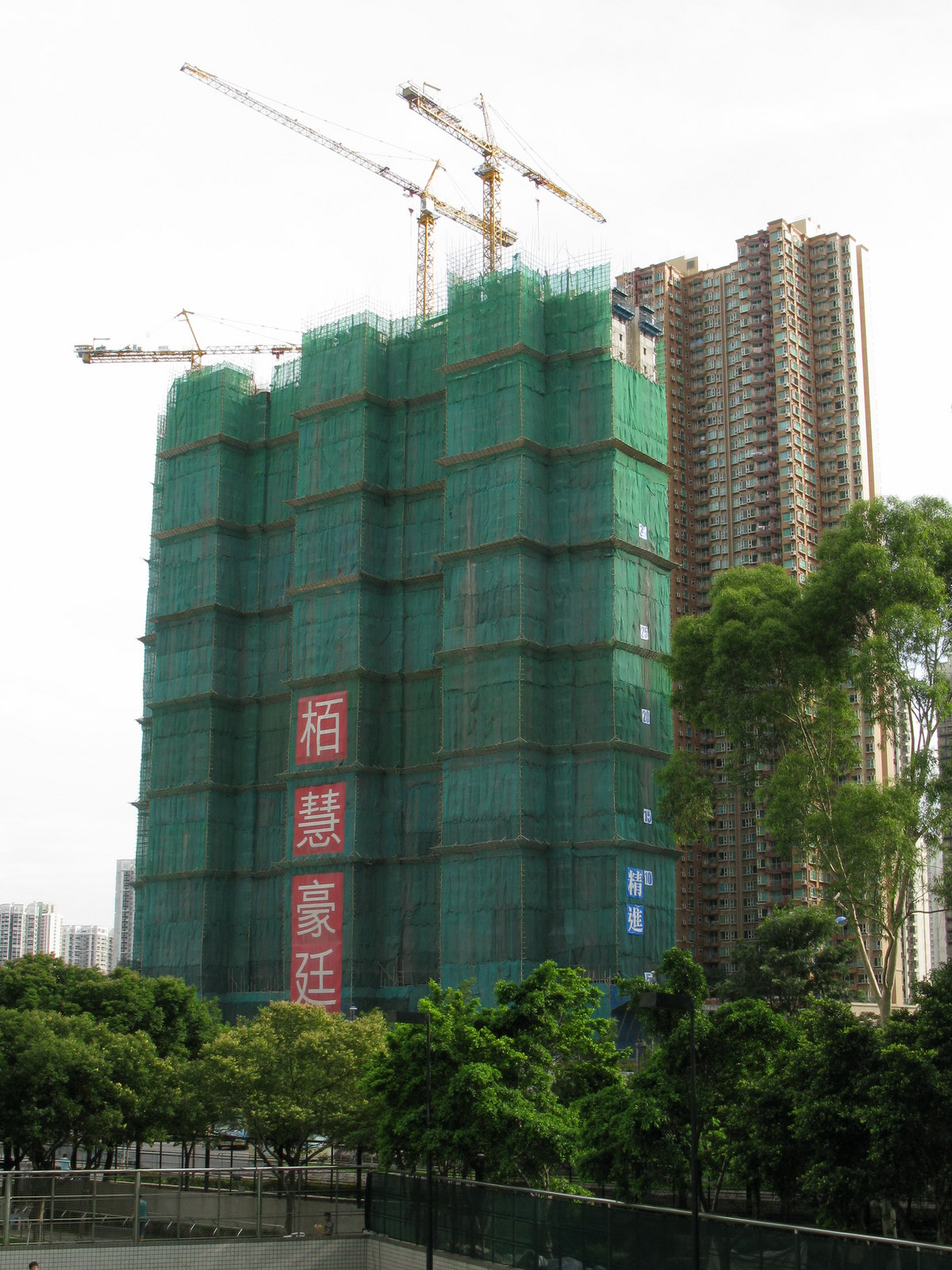
建築中的栢慧豪廷（2009年6月）
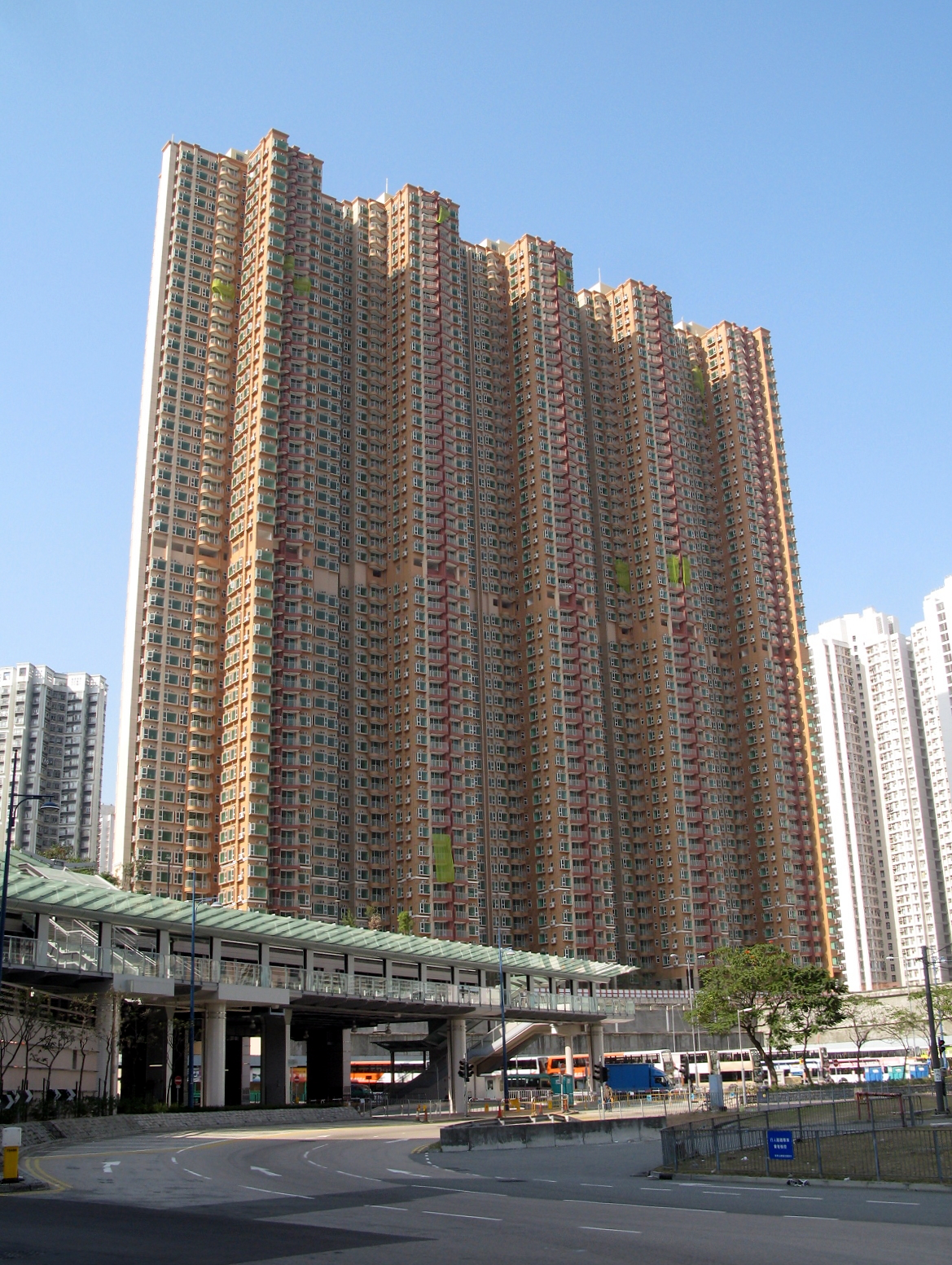
栢慧豪園及興建中的新巴士總站
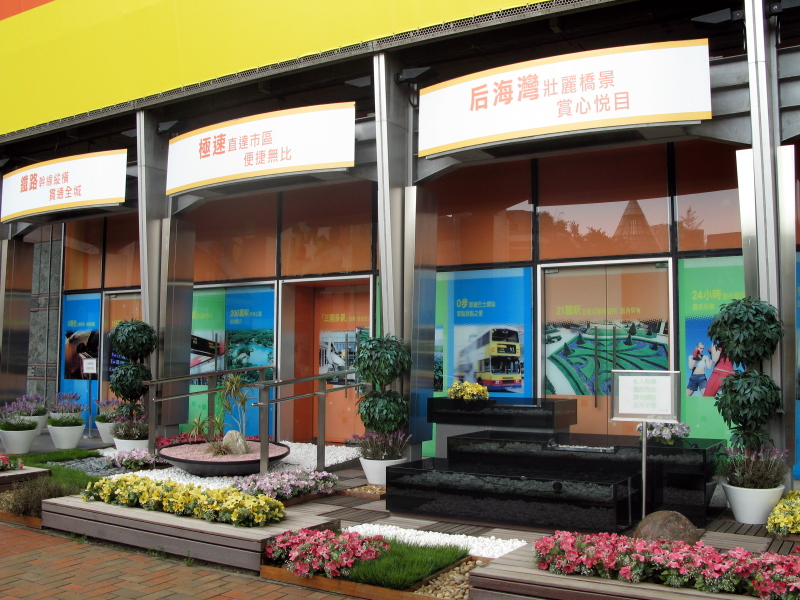
栢慧豪園於天水圍嘉湖銀座（現稱置富嘉湖）的示範單位

## 爭議
- 栢慧豪廷售樓廣告以「子彈火車」形容西鐵，聲稱30分鐘便可到達尖沙咀。惟現實需乘輕鐵途經多個車站，才能抵達天水圍站轉乘西鐵綫（現稱屯馬綫），連同步行和候車時間，往往需要45至55分鐘車程才能到達尖東站。[5]
- 發展商為提升物業價值，主動提出在公共交通交匯處上蓋興建一個供公眾人士可使用的琉森花園，佔地70,000平方呎。不過有報章揭發，該公園於2008年初落成後一直未有對外開放。園內只有簡單栽種擺設，以至有升降機及電梯連接外，並沒有豪華裝飾及特別設施，實際跟號稱6,200萬元的建築費並不相符。而花園日後的維修保養費用，全部由業主承擔。[6]
- 香港有線電視節目《樓盤傳真》在2008年的其中一集的驗樓環節，栢慧豪園得分是82分。然而，栢慧豪廷在同一環節卻被著名驗樓師發現有大量手工馬虎和崩花地方，最終得分67分，成為2010年最低分的私人樓宇。另外由於發水面積超過三成，使實用面積減至只有六成二。

## 交通
除港島東區、南區、西貢區和大埔區未有全日服務之巴士路線外，本屋苑的對外交通基本可達全港各處以及深圳灣口岸。

## 外部連結
- 官方資料
- 住戶討論